# Чемпионат мира по современному пятиборью среди юниоров 1980
XV Чемпионат мира по современному пятиборью среди юниоров проводился в Мадриде  Испания 16 по 20 сентября 1980 года. На чемпионате все награды разыгрывались в личном и командном первенстве. Всего приняли участие 56 спортсменов из 22 государств.
Чемпионат завершился убедительной победой советских спортсменов. Алексей Хапланов завоевал золотую медаль чемпиона, Анатолий Старостин завоевал бронзовую медаль, команда СССР стала первой в командном первенстве.

## Команда СССР
Наша команда выступала в следующем составе: Анатолий Старостин (олимпийский чемпион 1980 года), Алексей Хапланов и Александр Юрковецкий (г. Киев).

## Конкур
Дистанция 800 м с 15 препятствиями.
Перед началом чемпионата специалисты в один голос называли претендентом на победу номер один двукратного олимпийского чемпиона Анатолия Старостина. И действительно. он хорошо принял старт, в отличном стиле прошел двенадцать препятствий и… И на тринадцатом такой послушный Маунт вдруг заупрямился. Закидка и 50 очков долой. Этот результат позволил Анатолию занять лишь 38-е место. Неудачно выступил и еще один фаворит — западногерманский спортсмен Сандов, Он дважды ошибся на трассе и с 1030 очками обосновался на 40-й позиции.
Результаты. Конкур.
1. Рамос (Португалия) 1.25.0 — 1100 очков
2. Розинский (Польша) 1.31.0 — 1100
3. Ла Грека (Италия) 1.32.0 — 1100
4. Де Врие (Нидерланды) 1.33.0 — 1100
5. Стейман (Швейцария) 1.34.0 — 1100

## Фехтование
Каждый из участников должен был провести 55 поединков на один укол (время боя 3 мин).
Анатолий Старостин с 940 очками был седьмым. В этой ситуации проявил себя молодой москвич А. Хапланов. Он прекрасно фехтовал и сумел в жесткой конкуренции опередить всех своих соперников — 1080 очков. Это дало ему возможность по итогам двух дней соревнований выйти на общее первое место.

## Чемпионат мира среди юниоров
* Итоговые результаты. Личное первенство.
| Дисциплина        | Золото                  | Серебро                       | Бронза                    |
| Личное первенство | Алексей Хапланов · СССР | Ричард Фелпc · Великобритания | Анатолий Старостин · СССР |

- Итоговые результаты.

| Место | Спортсмен          | Страна | Сумма очков |
| ----- | ------------------ | ------ | ----------- |
| 1.    | Алексей Хапланов   | СССР   | 5470        |
| 2.    | Р. Фелпс           | ФРГ    | 5324        |
| 3.    | Анатолий Старостин | СССР   | 5282        |

* Итоговые результаты. Командное первенство.
| Место | Страна         | Сумма очков |
| ----- | -------------- | ----------- |
| 1.    | СССР           | 16 648      |
| 2.    | ФРГ            | 16 308      |
| 3.    | Великобритания | 16 166      |